# FC Union Nové Zámky
Pour les articles homonymes, voir Slovan Bratislava.
Maillots
Le FC Union Nové Zámky est un club slovaque de football féminin basé à Nové Zámky.

## Palmarès
- Championnat de Slovaquie[2] :
  - Champion (3) : 2013, 2014 et 2015

- Coupe de Slovaquie :
  - Vainqueur (2) : 2014[3] et 2015
  - Finaliste (1) : 2013